# Dean Kelley
Melvin Dean Kelley, né le 23 septembre 1931 à Monmouth, au Kansas, décédé le 13 janvier 1996 à Morton, dans l'Illinois, est un ancien joueur américain de basket-ball. Il évolue au poste d'arrière. 

## Palmarès
- Champion olympique 1952